# Gabriel Bataille
Gabriel Bataille (nascut entre juny de 1574 o juny de 1575 - París, 17 de desembre de 1630) fou un compositor francès, el qual no s'ha de confondre amb el seu fill Gabriel II Bataille.
Des de 1608 a 1613 publicà a la casa editorial Ballard quatre llibres dAirs de differends autheurs mis en tablature de luth i, junt amb Guédron, Mauduit i Boësset, escriví la música de diversos balls executats en la cort (1614 a 1620), especialment del Ballet sans nom, en el que hi prengué part el rei Lluís XIII (1617), i una altra per a celebrar una victòria d'aquell monarca (1620). Era professor de música d'Anna d'Espanya esposa de Lluís XIII.
El seu fill Gabriel, m. el 1677, també fou músic, i el succeí en tots els càrrecs que ocupava en la cort; després de la mort de la reina el 1966, abandonà el món habitual i es retirà a l'ermita de Saint-Blaudin (diòcesi de Meaux), on morí. No es conserva cap de les seves composicions.